# Rheomys mexicanus
Rheomys mexicanus es una especie de roedor de la familia Cricetidae.

## Distribución geográfica
Se encuentra sólo en México.  